# Polysom
Polysom é uma gravadora de discos de vinil fundada em 16 de abril de 1999 em Belford Roxo, RJ. Foi fundada na época que a indústria fonográfica abandonou o formato de vinil. Em novembro de 2007, já enfrentando inúmeras dificuldades, a fábrica foi obrigada a fechar. Na segunda metade de 2008, os proprietários da Deckdisc, informados do volumoso crescimento na venda de vinis nos Estados Unidos e na Europa, depararam-se com a possibilidade de adquirir o maquinário da antiga fábrica e reativá-la. Em setembro do mesmo ano, começaram as diligências e os estudos que resultaram na aquisição oficial, em abril de 2009. No final de novembro de 2009, depois de meses de restauração, a fábrica finalmente fica pronta, sendo feitos os primeiros testes com os LPs produzidos.
A Polysom produz vinis para a Universal Music, Sony Music, Som Livre e também para a sua proprietária Deckdisc.

## História
Fundada em 16 de abril de 1999, a Polysom iniciou suas atividades em 1º de maio do mesmo ano. Fundada por Nilton José Rocha, que trabalhava há 30 anos no meio fonográfico, aconteceu quando a indústria fonográfica abandonou o formato de vinil para se dedicar exclusivamente aos CDs. Com isso, foi facilitada a aquisição dos velhos equipamentos das fábricas que iam se desativando, especialmente das gravadoras Polygram e Continental. 
Durante muito tempo, a alta demanda de vinis por parte das igrejas evangélicas manteve a fábrica em alta rotação. Quando se estabeleceu como a única fábrica de toda a América Latina, condição que mantém até hoje, a Polysom passou a ter novos clientes, como artistas independentes e gravadoras de pequeno e grande porte.
Em novembro de 2007, já enfrentando inúmeras dificuldades, como a falta de demanda e a incidência de problemas técnicos que repercutiam diretamente na qualidade dos discos prensados, aliadas a atrasos nas entregas, cancelamento de pedidos, acúmulo de dívidas e falta de perspectivas futuras, seus proprietários não tiveram alternativa senão fechar suas portas. 

## Reativação
Na segunda metade de 2008, os proprietários da Deckdisc, depararam-se com a possibilidade de adquirir o maquinário da antiga fábrica e reativá-la . Em setembro do mesmo ano, começaram as diligências e os estudos que resultaram na aquisição oficial, em abril de 2009. 
Iniciou-se assim, uma obra de grandes proporções no prédio de Areia Branca, bairro do município de Belford Roxo, no Rio de Janeiro, ao mesmo tempo em que todo o maquinário - prensas, compressores, motores – eram completamente remontados. Foram sete meses de trabalho duro, dificuldades e dúvidas, até que no final de novembro, quando os primeiros testes foram realizados e os resultados foram bons, todas as dúvidas se dissiparam. A Polysom estava preparada para concorrer em qualidade com qualquer fábrica do mundo e retomar a produção em série do vinil. 
A Polysom produz LPs de 140gr e 180gr. A rigor, a gramatura não influi em nada na qualidade, uma vez que a profundidade e a largura dos sulcos serão sempre as mesmas. Os DJs, por exemplo, sempre exigentes com a qualidade do som, preferem os LPs de gramatura mais baixa, para que suas mochilas e malas de transporte não fiquem exageradamente pesadas. A fábrica tem capacidade para produzir 28 mil LPs e 14 mil compactos por mês. A partir de 2013, alguns grandes artistas brasileiros passaram a lançar seus discos também no formato vinil. Através de acordos com as principais gravadoras a Polysom lançou a série Clássicos em Vinil aonde títulos importantes da música brasileira retornaram ao mercado em luxuosas reedições. Cada vez mais artistas independentes também procuram a Polysom para prensar os seus discos. Os primeiros discos foram dos artistas da própria Deckdisc: Cinema, da banda Cachorro Grande, Onde Brilhem os Olhos Seus, Fernanda Takai; Fome de Tudo, da Nação Zumbi e "Chiaroscuro", da Pitty.. Em 2017, a Polysom editou a trilha sonora da supersérie Os Dias Eram Assim da Rede Globo, em um vinil com 11 faixas, edição limitada.